# ولادیمیر اولانوف
ولادیمیر اولانوف (روسی: Владимир Викторович Уланов؛ ۱۰ فوریهٔ ۱۹۵۱ – ۲۰۰۰ (۴۸−۴۹ سال)) بازیکن والیبال اهل روسیه بود.